# درو روی
درو روی (انگلیسی: Drew Roy؛ زادهٔ ۱۶ مهٔ ۱۹۸۶) یک هنرپیشه اهل ایالات متحده آمریکا است. وی از سال ۲۰۰۴ میلادی تاکنون مشغول فعالیت بوده‌است.